# Achille Salerni
Achille Salerni (Castrovillari, 14 dicembre 1899 – Castrovillari, 12 maggio 1997) è stato un avvocato e politico italiano.

## Biografia
È stato senatore della Repubblica per il Partito Socialista Italiano durante la IV legislatura, nonché sindaco della città di Castrovillari nel Biennio 1968-69. Conseguita la laurea in giurisprudenza, presso l'Università di Napoli, dal 1948 rivestì la carica di sostituto Avvocato Generale presso l'Avvocatura dello Stato.
Collaborò per molto tempo a riviste quali Giurisprudenza Italiana e La corte di Bari. Fu inoltre autore anche di diversi saggi di diritto finanziario e di materia giuridica.